# Eucalyptus neglecta
Eucalyptus neglecta är en myrtenväxtart som beskrevs av Joseph Henry Maiden. Eucalyptus neglecta ingår i släktet Eucalyptus och familjen myrtenväxter. Inga underarter finns listade i Catalogue of Life.